# Scurzolengo
Scurzolengo, (Scurslengh en piemontès) és un municipi situat al territori de la província d'Asti, a la regió del Piemont (Itàlia).
Limita amb els municipis de Calliano, Castagnole Monferrato i Portacomaro.
Pertanyen al municipi les frazioni de Monterosso, Monterovere i Gioia.